# Сара Ґарнер
Сара Ґарнер (англ. Sarah Garner, 21 травня 1971) — американська академічна веслувальниця.
Бронзова призерка Олімпійських Ігор 2000 року в складі парної двійки легкої ваги.
Чемпіонка світу 1997 (одиночки легкої ваги), 1998 (парні двійки легкої ваги) років, срібна призерка 1999 року в складі парної двійки легкої ваги.